# Реваншизм
Реванши́зм (фр. revanchisme, от revanche «месть, отплата, возмездие») — стремление государств, партий или общественных групп к реваншу путём пересмотра результатов нанесённых им военных и политических поражений. Однако в отличие от нейтрального термина «реванш», понятие «реваншизм» несёт в себе явно отрицательную коннотацию и применяется по отношению не к любой проигравшей стороне, а только к инициаторам несправедливой и не спровоцированной агрессии.
Впервые это слово начало употребляться во Франции в 1870-е годы и относилось к её стремлению вернуть земли Эльзас-Лотарингии, отошедшие к Германии в 1871 году после франко-прусской войны.
Реваншизм начинается с преуменьшения и заканчивается полным отрицанием вины за собственные агрессивные действия. В международных отношениях далее могут последовать призывы к подготовке новой войны под предлогом реванша за понесённое поражение для восстановления утраченных во время войны позиций. Эти требования могут включать возвращение потерянных территорий, политического положения и влияния, довоенной системы межгосударственных отношений и т. п.
При отсутствии сдерживающих факторов простое стремление к реваншу из слов, лозунгов и призывов зачастую превращается уже в идеологию и становится одной из основ политики государства (как, например, это произошло в Германии после Первой мировой войны — политической партии НСДАП).

## Примеры

### Арабский реваншизм
Арабский реваншизм подогревается арабскими государствами, которые за время арабо-израильского конфликта становились инициаторами войны против Государства Израиль, но в результате терпели военные и политические поражения. Например, многие арабские страны после войны за независимость Израиля желали вновь попытаться вытеснить евреев из Палестины. Шестидневная война стала следствием этого желания. Главными инициаторами были Египет, Сирия, Ирак и Иордания. 

### Болгарский реваншизм
По итогам Бухарестского мирного договора 1913 года Болгария, как проигравшая в войне сторона, теряла почти все захваченные территории в ходе Первой Балканской войны. Это вызывало реваншистские настроения внутри страны, требующие возвращение утраченных земель и вступление Болгарии в Первую мировую войну. Во внешней политике Болгария занимала позицию неприязни по отношению к странам победительницам (Греция, Сербия, Черногория, Румыния) и сближение с Германской Империей по средствам экономической помощи со стороны последней. Однако, после Первой мировой войны Болгария не оставила попыток взять реванш и во Второй мировой войне вновь оккупировала и аннексировала значительные территории в Греции и Сербии. 

### Венгерский реваншизм
В 1920 году по Трианонскому договору Венгрия, как потерпевший поражение инициатор Первой мировой войны, была наказана странами-победительницами жёсткими условиями мира. Наиболее болезненно в Венгрии воспринимали налагавшиеся Трианонским договором новые границы и потерю 2/3 своих довоенных территорий, ограничения в вооружении и обязательства по выплате репараций. Вместе с тем, венгерский реваншизм был направлен не только против легальных обязательств по Трианонскому миру, но и против фактического положения созданного в Карпато-Дунайском бассейне после Первой мировой войны. Так, Будапешт выступал за имплементацию прав национальных меньшинств на отсоединенных территориях (Трансильвании, Словакии, Подкарпатской Руси, Воеводины), которые были гарантированы Трианонским миром. Помимо того, хортистский режим требовал право на возвращение беженцев в Румынию, Чехословакию и Югославию, которые ранее проживали в Трансильвании, Словакии, Подкарпатской Руси, Воеводине. 
На волне реваншизма в 1938 году Хортистской Венгрии удалось на основании Венских арбитражей по решению нацистской Германии и фашистской Италии вернуть значительную часть этих земель — от Чехословакии были отторгнуты южные районы Словакии, юго-западные районы Подкарпатской Руси и Закарпатской Украины, а от Румынии к Венгрии переходила Северная Трансильвания.
Во время Второй мировой войны, Венгрия присоединилась к захвату Югославии странами Оси. В ходе интервенции Венгрия оккупировала север Воеводины с городом Нови-Сад.
19 марта 1944 года Германия начала операцию «Маргарете». Вермахт оккупировал Венгрию. А 15 октября того же года отряд СС передал власть Ференцу Салаши.
После Второй мировой войны все эти решения были отменены, и Венгрия в настоящее время вновь существует в границах, определённых Трианонским договором, периодически предъявляя претензии на утраченные территории. Согласно данным одному из опросов 2020 года, около двух третей венгерских респондентов настаивают на присоединении утраченных после подписания Трианонского договора территорий.

### Германский реваншизм
Идея реваншизма была главенствующей в Германии, после её поражения, территориальных потерь и демилитаризации Рейнской области в Первой мировой войне, во времена Веймарской республики . В качестве мобилизующей идеи, способной объяснить, почему немцы потеряли по Версальскому мирному договору 10 % территории и должны переносить лишения, был выдвинут лозунг: «Что было немецким, то должно снова стать немецким», получивший широчайшую популярность. Реваншистские настроения стали одной из основных причин широкой поддержки немецким народом Гитлера с его идеями территориально-политической экспансии, что, в конечном итоге, привело к новому поражению и новому всплеску реваншизма.
После Второй мировой войны в Советском Союзе слово «реваншизм» чаще всего относилось именно к стремлению определённых кругов Западной Германии вернуть немецкие территории, отошедшие к Польше, СССР и Чехословакии по решению Потсдамской конференции после разгрома нацистской Германии.
В ФРГ действовали несколько десятков реваншистских организаций, наиболее крупные из них — «Союз изгнанных» (нем. Der Bund der Vertriebenen, сокр. BdV) (с 1957 г.), «Союз немецких солдат» «Союз лиц, возвратившихся на родину», «Союз бывших военнослужащих войск СС», «Стальной шлем» и др. Граница по Одеру-Нейсе была признана ФРГ только в 1970 году — и то лишь как фактически существующая; а окончательной и не подлежащей пересмотру она была признана только в 1990 году.
Уже в объединённой Германии организации «Германский народный союз» (нем. Deutsche Volksunion, сокр. DVU), «Акция германский Кенигсберг», «Акция помощи Восточной Пруссии», «Германо-российское общее дело — Союз по поддержке Северо-Восточной Пруссии» (сокр. «Прусское дело»), «Акция Восточная Пруссия», «Содружество германский Восток» ищут пути возврата Калининградской области — бывшей Восточной Пруссии. В 2000 году в Германии создаётся трастовое общество «Прусская доверительная собственность» (нем. Preußische Treuhand), пытающееся найти способы вернуть немцам утраченную собственность в Силезии, то есть на территории, которая после Второй мировой войны отошла к Польше. Тем не менее, в современной Германии правые партии не обсуждают активно вопрос о возвращении Восточной Пруссии, поскольку опасаются серьёзного ухудшения отношений с Российской Федерацией.
Не прекращает предъявлять претензии Чехии федеральная земля Бавария в связи с выселением немцев из Судетской области. Э. Бенеш (в то время президент Чехословакии), по решению Потсдамской конференции о выселении немцев из Силезии и юго-восточной Европы в 1945 году санкционировал высылку 3 миллионов судетских немцев и конфискации их имущества. Бавария, давшая пристанище вынужденным эмигрантам, требовала, чтобы отмена этих декретов стала условием приема Чехии в Европейский союз. Парламент Чехии в специальной ноте подтвердил, что изданные после Второй мировой войны декреты являются «неоспоримыми, неприкасаемыми и неизменяемыми». Однако, несмотря на положения Лиссабонского договора, землячество судетских немцев по-прежнему открыто провозглашает, что с 1919 года Судеты были «оккупированы» Чехословакией, никогда на законном основании не принадлежали этой стране, и что изгнанные немцы являются такими же жертвами гуманитарной катастрофы, как и народы, ставшие жертвами фашистской оккупации.

### Итальянский реваншизм
После Первой мировой войны Италия оказалась на стороне стран-победительниц. Однако страна так и не получила обещанные территории, предназначенные ей в Лондонском договоре. Негодование итальянского общества невыполненными обещаниями описывалось как изуродованная победа, а экономический спад привёл к массовой забастовке рабочих.
Уже в 1946 году сторонниками бывшего диктатора Бенито Муссолини в Италии была создана профашистская реваншистская организация «Итальянское социальное движение» (итал. Movimento Sociale Italiano, MSI) (с 1972 года — «Итальянское социальное движение — Национальное право» (итал. Movimento Sociale Italiano - Destra Nazionale, MSI-DN), ратующая за возрождение сильной исполнительной власти и агрессивное вмешательство правительства в социальную сферу (как это было при Муссолини). Партия была распущена в 1995 году, но в том же году возродилась под именем «Национальный альянс».
Руководитель праворадикального «Национального альянса» Джанни Алеманно в прошлом неоднократно арестовывался полицией, отсидел в тюрьме за неофашистскую деятельность и откровенные апелляции к «историческому наследию» фашистской Италии. Это не помешало ему стать одним из самых активных партнёров по итальянской правительственной коалиции во главе с Сильвио Берлускони. На выборах «Национальный альянс» активно сотрудничает с другой реваншистской молодёжной итальянской партией «Правые силы» во главе с экс-министром здравоохранения Италии Франческо Стораче.

### Российский реваншизм
Распространена теория, что распад СССР и социалистического лагеря стал геополитической и экономической катастрофой для России как правопреемницы СССР, а также трагедией для русского населения во всех бывших советских республиках, которое оказалось не в состоянии вернуться на историческую родину и стало подвергаться дискриминации. В 2005 году президент России Владимир Путин заявил, что распад СССР стал «крупнейшей геополитической катастрофой XX века». Данное высказывание раскритиковали в США и странах Европы, а также некоторые российские историки, указывая на то, что распад СССР был положительным событием в истории, так как после окончания советской эпохи рухнула тоталитарная идеология социализма и все бывшие советские республики получили свободу. Под реваншизмом здесь подразумевается как идея возвращения бывших советских республик в состав российского государства, так и идея объединения русских в единое национальное государство с радикальным пересмотром политической, экономической, социальной и культурной систем. Во внешней политике это привело к конфронтации с Западом и вооружённым конфликтам с соседними государствами.
Также некоторые русские националисты и государственные чиновники считают Аляску российской территорией, которую необходимо вернуть.

### Финский реваншизм
Дискуссия в финском обществе (большей частью неофициальная) о возврате территорий, которые Финляндия утратила в результате Советско-финской войны 1939—1940 годов и Советско-финской войны 1941—1944 годов, по мнению большинства историков и политиков, не может быть охарактеризована как финский реваншизм, поскольку стороной-агрессором в 1939 году являлся СССР, а позиция Финляндии в последующей Советско-финской войне 1941—1944 годов явилась прямым ответом на эту агрессию.

### Французский реваншизм
Сущность французского реваншизма берёт своё начало после поражения Франции во Франко-Прусской войне 1870—1871 года и потери Эльзаса и Лотарингии. Поражение в войне, как и крах Второй Империи, стало политическим и общественным потрясением для всей Франции. Итогом стала политика ультраправого национализма, как например буланжизма. Общественные анти-немецкие настроения стали одной из причин вступления Франции в Первую Мировую войну.
Помимо политической среды, призывы к реваншу и патриотизму имели место в живописи у таких художников, как Эдуард Детая, Альфонс де Невель или Морис Нейман. В литературе также прослеживались темы военного поражения и необходимости возрождения нации. В скульптуре изображались образы падших героев войны.

### Шведский реваншизм
После Северной войны в Швеции на смену абсолютной монархии пришла новая форма правления 1720 года[англ.] — парламентская монархия во главе с Риксдагстагом. В 1738-го года в парламенте к власти пришла реваншистская партия шляп, стремящаяся вернуть утраченные земли у стран анти-шведской коалиции и возобновить статус великой державы Швеции. В итоге это привело к Русско-шведской войне, а затем и к Померанской войне против Пруссии.
После государственного переворота Густавом III в Швеции установилась новая форма правления 1772 года. Однако стремление вернуть былое величие и утраченные земли в Финляндии лишь усилилось, приведя к русско-шведской войне 1788—1790 года.

### Японский реваншизм
В 1948 году японский милитаризм был осуждён, его организаторы по приговору Международного военного трибунала для Дальнего Востока были осуждены. Япония была признана агрессором и, в соответствии с международным правом, была наказана — в том числе лишением ряда территорий и права иметь вооружённые силы.
Однако во времена Корейской и Вьетнамской войн геополитическая ситуация изменилась. Япония получила покровительство США в благодарность за тыловую поддержку американских вооруженных сил, поскольку Соединённые Штаты всё ещё держали в Японии большой военный контингент под командованием генерала Дугласа Макартура.
В 1954 году Япония создала Силы самообороны, параллельно внедряя в общественное сознание страны собственную идеологию реваншизма. Началась пропаганда требований возврата «северных территорий» — архипелага Хабомаи и южных Курильских островов — Кунашир, Итуруп и Шикотан. Из-за этих требований между Японией и Россией до сих пор не подписан мирный договор.
В 1968 году в японском парламенте были созданы специальные комитеты по делам Окинавы и «северных территорий» и введена должность министра по делам Северных территорий. В 1969 году правительство Японии учредило правительственную Ассоциацию по «северным территориям» с целью поиска способов их возвращения. Национальное картографическое управление включило группу островов Хабомаи (в том числе Шикотан, Кунашир и Итуруп) в подсчет общей площади Японии и стало выпускать соответствующие карты. В 1983 году в Японии вступил в силу закон, дающий право любому японцу объявить своим постоянным местом жительства Кунашир, Шикотан, Итуруп и официально это зарегистрировать независимо от того, жил ли когда-нибудь там он или его семья.
Помимо претензий к России, Япония требует возврата островов Лианкур, контролируемых Южной Кореей.